# Municipio de Sheridan (Dakota del Norte)
El municipio de Sheridan (en inglés: Sheridan Township) es un municipio ubicado en el condado de LaMoure en el estado estadounidense de Dakota del Norte. En el año 2010 tenía una población de 28 habitantes y una densidad poblacional de 0,31 personas por km².

## Geografía
El municipio de Sheridan se encuentra ubicado en las coordenadas 46°34′48″N 98°20′15″O / 46.58000, -98.33750. Según la Oficina del Censo de los Estados Unidos, el municipio tiene una superficie total de 90.71 km², de la cual 90,4 km² corresponden a tierra firme y (0,35 %) 0,32 km² es agua.

## Demografía
Según el censo de 2010, había 28 personas residiendo en el municipio de Sheridan. La densidad de población era de 0,31 hab./km². De los 28 habitantes, el municipio de Sheridan estaba compuesto por el 100 % blancos. Del total de la población el 0 % eran hispanos o latinos de cualquier raza.